# Abietinaria annulata
Abietinaria annulata is een hydroïdpoliep uit de familie Sertulariidae. De poliep komt uit het geslacht Abietinaria. Abietinaria annulata werd in 1884 als Thuiaria annulata voor het eerst wetenschappelijk beschreven door Gustav Heinrich Kirchenpauer. 